# Casa Mallol
Casa Mallol, o Casa Cambó, és una obra del municipi de Roses (Alt Empordà) protegida com a bé cultural d'interès local.

## Descripció
Situada al bell mig del nucli urbà de la població, a la Plaça Catalunya, en el que antigament havia estat la façana de mar. Es tracta d'una casa unifamiliar entre mitgeres, estructurada en dues crugies juxtaposades, que consta de planta baixa i dos pisos, amb coberta plana i terrat. La façana es troba ordenada verticalment, seguint la mateixa disposició que els dos cossos adossats. Així, el cos situat a la dreta es troba més elevat pel coronament. El de l'esquerra, més baix en alçada, està coronat per una barana d'obra amb decoració floral, que delimita el terrat. Aquesta barana es troba bastida damunt d'una cornisa motllurada, sustentada per mènsules decorades. La porta d'accés a l'interior està situada a la dreta de la façana. Presenta un arc trilobulat decorat amb una motllura de mitja canya. A l'esquerra hi ha dues finestres balconeres d'arc rebaixat, amb reixa de forja i decoració de motius florals. Es tanquen amb persianes de llibret de doble batent, amb la part superior decorada.
Al primer pis, també a la banda dreta, hi ha una tribuna de planta poligonal, amb llosana motllurada. Presenta quatre columnes amb capitells cònics i basament, que suporten uns arcs amb decoració floral central que delimiten les obertures, decorades amb vitralls a la zona del timpà. Damunt d'aquests hi ha un fris corregut decorat, delimitat per una motllura damunt la qual hi ha una cresteria profusament ornamentada. A l'esquerra de la tribuna hi ha un balcó corregut, amb barana de ferro decorat i amb els finestrals d'obertura rectangular, amb guardapols decorats amb motius florals i palmeta central sobresortint.
Al costat esquerre del segon pis, les obertures es troben agrupades en grups de dos. Es tracta de finestres amb arcs de ferradura, sostinguts per columnetes amb capitells decorats amb motius vegetals. Presenten ornamentació al centre de l'arcada i ampit corregut, a manera de fris amb decoració vegetal. A la dreta, damunt la tribuna, hi ha dues finestres de les mateixes característiques, però sense estar aparellades. El coronament de la part dreta de la façana presenta una testera motllurada, en forma d'arc mixtilini avabat amb dues volutes i amb una palmeta central sobresortint. Al centre hi ha un medalló amb l'any de construcció al mig, 1906.
L'interior de l'edifici conserva la major part dels elements de ferro, relleus de capitells i sostres, vitralls (destaca la contraporta de l'accés principal), paviments hidràulics de mosaic i decoració mural pintada de caràcter modernista, entre la qual destaca un sostre amb retrats femenins entre garlandes i flors.

## Història
La casa Mallol, més coneguda per casa Cambó pel fet d'haver-hi passat alguna temporada el conegut polític català, fou construïda pel mestre de cases Joan Marès i Marès l'any 1906 (data que consta a la façana) com a casa d'estiueig.
En la postguerra, l'edifici va patir un procés de degradació en romandre deshabitat del tot. Als anys 70 fou adquirit per una entitat bancària amb clares intencions especulatives, moment en què hom va témer per la seva desaparició com havia passat amb tantes obres modernistes de la costa gironina. El 1980 fou adquirit per l'ajuntament de Roses per a destinar-lo a usos culturals. És les poques cases que es conserven de l'eixample que, a finals del segle xix i a principis del s. XX, va dotar la vila de Roses d'una façana litoral formada per edificis amb una estètica d'acord amb les darreres tendències d'aquell moment. La casa modernista és un dels pocs exemples d'aquest corrent artístic a Roses.